# Båtsfjorden
Båtsfjorden er en fjord på nordsiden af Varangerhalvøen i Båtsfjord kommune i Troms og Finnmark fylke i Norge. Fjorden er 13 kilometer lang og har indløb mellem Seibåneset i vest og Rossmålen i øst, og går først i sydlig, derefter i sydvestlig retning ind til fjordbunden.
Inderst i fjorden ligger landsbyen Båtsfjord som er administrationscenter for Båtsfjord kommune. På østsiden ligger de meget besøgte hytte- og turområder Skovika og Eikebergvika. På vestsiden ligger Skrovnesset hvor der er anlagt skjul for ornitologer, til at observere havfugle og ørne på den anden side af Olabukt.